# Diaulota densissima
Diaulota densissima är en skalbaggsart som beskrevs av Thomas Casey 1893. Diaulota densissima ingår i släktet Diaulota och familjen kortvingar. Inga underarter finns listade i Catalogue of Life.